# Солпитер, Макс
Макс Сальпетер (англ. Max Salpeter; 16 апреля 1908, Уайтчепел — 1 января 2010) — британский скрипач, солист-концертмейстер оркестра «Филармония».

## Биография
Макс Солпитер родился в Лондоне в еврейской семье выходцев из города Коломыя в Галиции, входившей в то время в состав Австро-Венгрии. Музыкальные способности мальчика первым заметил кантор местной синагоги и в возрасте девяти лет Макс начал заниматься на скрипке. В четырнадцать лет Солпитер аккомпанировал фильмам немого кино. С 1933 по 1939 год он играл в составе группы первых скрипок Лондонского симфонического оркестра, затем перешёл в симфонический оркестр британских королевских военно-воздушных сил. В 1945 году Макс Солпитер возглавил музыкальный ансамбль, выступавший для лидеров антигитлеровской коалиции Уинстона Черчилля, Гарри Трумена и Иосифа Сталина во время Потсдамской конференции. Сталин лично пообщался с музыкантом, высказав ему свои пожелания насчёт музыки.
В 1949 по приглашению Вальтера Легге Макс Солпитер стал одним из двух концертмейстеров оркестра «Филармония», место второго концертмейстера занял Манук Парикян. Обязанности были распределены между музыкантами следующим образом: Солпитер играл, когда оркестром дирижировал Вильгельм Фуртвенглер, в то время как Парикян выступал под управлением Отто Клемперера. Покинув оркестр в 1956 году, Макс Солпитер организовал ансамбль Prometheus , состоявший из лучший британских музыкантов того времени. В его состав вошли, в частности, альтист Херберт Даунс, контрабасисты Эдриан Бирс и Стюарт Кнуссен,  флейтист Гарет Моррис, гобоист Леон Гуссенс, кларнетист Джек Браймер, валторнист Алан Сивил и арфист Осиан Эллис. Кроме того, Солпитер некоторое время играл в составе струнных квартетов Сэмюэла Кутчера и Гарри Блеха.
Сохранился ряд аудиозаписей камерных ансамблей с участием Макса Солпитера. Наиболее известна сделанная для радио BBC запись трио Иоганнеса Брамса для фортепиано, скрипки и валторны, на которой его партнёрами были пианист Сирил Приди и валторнист Деннис Брейн.
В дальнейшем Солпитер не играл постоянно в составе какого-либо коллектива, а выступал в качестве приглашённого музыканта в различных симфонических и камерных проектах как академических, так и популярных музыкальных направлений. В том числе, он играл в составе оркестров, аккомпанирующих таким классическим звёздам как Сергей Рахманинов, Артур Рубинштейн, Яша Хейфец, Давид Ойстрах и Лучано Паваротти, а также таким популярным музыкантам как Фрэнк Синатра, Дин Мартин, Лена Хорн, Луи Армстронг, Том Джонс, Барбра Стрейзанд и группа The Beatles. Макс Солпитер ушёл на пенсию и прекратил завершил свою длившуюся 64 года исполнительскую карьеру в 1986 году.